# Digitální zoom

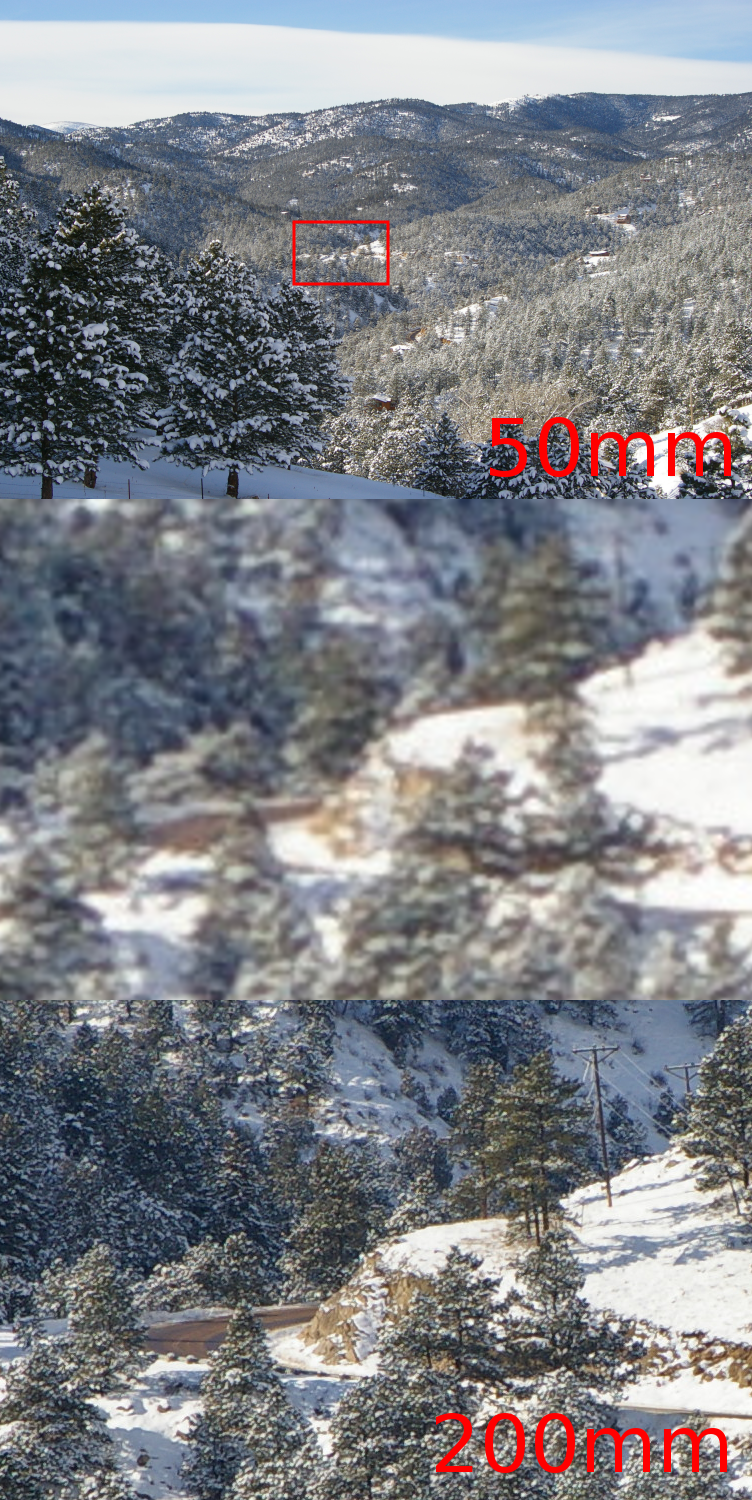
Ukázka digitálního zoomu v různých přiblíženích

Digitální zoom je funkce využívaná především elektronickými přístroji pro elektronické (softwarové) přiblížení obrazu. Tato funkce je využívána v případě, že zamýšlený snímaný objekt je velmi daleko a pro jeho přiblížení nedostačuje optická soustava daného přístroje. V tom případě pak přístroj může provádět přiblížení obrazu, provedením výřezu obrazu o jistou část a zvětšení na původní velikost v reálném čase (tzv. za běhu).

## Technický popis
Funkce digitální zoom využívaná v přístrojích je softwarová funkce (přesněji jeho firmware), která provádí výřez obrazu, jeho zvětšení na původní velikost – tzv. interpolaci.

## Využití
1. Digitální fotoaparáty
2. Digitální kamery
3. Bezpečnostní kamerové systémy

## Výhody a nevýhody
Výhoda digitálního zvětšení je především v ceně, protože osazení kamery či fotoaparátu optikou o požadovaném zvětšení stojí výrazně více než elektronická funkce v podobě firmware přístroje a příslušně výkonného procesoru, který bude zvětšení provádět v reálném čase.
Nevýhodou toho všeho je v tom, že zvětšovat získaný obraz nelze donekonečna a již po zvětšení obrazu o cca 1/5 až 1/4 ztrácí výsledný obraz na kvalitě a ostrosti. Pokročilejší funkce digitálního zoomu, se snaží při digitálním zoomu obraz doostřit ale výsledný obraz nikdy nebude tak kvalitní jako při optickém přiblížení.